# ديف ليندهولم
ديف ليندهولم (بالفنلندية: Dave Lindholm)‏ هو كاتب أغاني وعازف قيثارة ومغني فنلندي، ولد في 31 مارس 1952.

## وصلات خارجية
- ديف ليندهولم على موقع IMDb (الإنجليزية)
- ديف ليندهولم على موقع ميوزك برينز (الإنجليزية)
- ديف ليندهولم على موقع قاعدة بيانات الأفلام السويدية (السويدية)
- ديف ليندهولم على موقع أول ميوزيك (الإنجليزية)
- ديف ليندهولم على موقع ديسكوغز (الإنجليزية)
- ديف ليندهولم على موقع ديسكوغز (الإنجليزية)
- ديف ليندهولم على موقع ديسكوغز (الإنجليزية)
- ديف ليندهولم على موقع قاعدة بيانات الفيلم (الإنجليزية)
- ديف ليندهولم على موقع كينوبويسك (الروسية)